# Germinal Concordia
Germinale Concordia, noto anche con lo pseudonimo di Michele (Mombaruzzo, 6 settembre 1913 – Milano, 13 novembre 1980), è stato un partigiano, anarchico e politico italiano. È comunemente conosciuto come Germinal Concordia

## Biografia

### Antifascismo e Resistenza
Autodidatta, si avvicina all'antifascismo attraverso la lettura delle opere di Benedetto Croce ed una successiva corrispondenza col filosofo. Attivo fin dall'inizio nella Resistenza italiana con il nome di Michele partecipa alla Battaglia del San Martino e successivamente forma, insieme ad Armando Rossi Racagni, un composito gruppo partigiano che opera nel Milanese, in provincia di Brescia e anche in Veneto.
Inizialmente in un rapporto fluido e spesso conflittuale con le forze del Partito Comunista Italiano il gruppo di Concordia si avvicina progressivamente alle formazioni socialiste, dirette da Corrado Bonfantini e a quelle anarchiche animate da Mario Orazio Perelli ed Antonio Pietropaolo. Proprio unendosi a queste ultime darà vita successivamente alle Brigate Bruzzi Malatesta, di cui sarà uno dei comandanti.
Arrestato nel 1944 dai fascisti dà luogo ad una controversa trattativa a cui partecipano da una parte Corrado Bonfantini e dall'altra alti gerarchi della Repubblica Sociale Italiana come il questore Bettini, il prefetto Bassi e il gen. Nicchiarelli con l'obiettivo dichiarato di proclamare una repubblica di stampo socialista prima dell'arrivo degli Alleati. Queste trattative si intersecano con i tentativi di mediazione che nello stesso periodo fanno capo rispettivamente al filosofo Edmondo Cione e al giornalista Carlo Silvestri. La trattativa verrà decisamente condannata dal CLNAI.
In ogni caso questi contatti consentono alle Brigate Matteotti una estesa opera di infiltrazione nelle forze di polizia repubblichine che fornirà ai partigiani preziose informazioni, la possibilità di liberare prigionieri e di ottenere rifornimenti di armi.

Il 2 marzo 1945 Concordia viene nuovamente arrestato ed insieme a Pietropaolo ed altri portato al Carcere di San Vittore. Qui parteciperà alla rivolta dei detenuti in occasione della insurrezione del 25 aprile.

### Dall'anarchismo al comunismo filojugoslavo
Nell'immediato dopoguerra tenta di orientare il movimento anarchico italiano verso soluzioni riformiste e, al Congresso di fondazione della Federazione anarchica italiana, è uno dei principali sostenitori delle tesi revisionistiche.  Di fronte al fallimento del tentativo costituisce, insieme a Perelli, Pietropaolo e Carlo Andreoni una effimera Federazione Libertaria Italiana.
Nel 1949, ormai lontano dall'anarchismo, fonda il Partito Comunista Nazionale Italiano su posizioni filotitoiste, e negli anni successivi si avvicina alle posizioni di Bruno Rizzi, anima le riviste La Comune e Tempi moderni e fonda la casa editrice Italpress con lo scopo di far conoscere in Italia il dissenso in pieno sviluppo nei paesi dell'Est.